# Microvilli
Las microvilli (en singular microvillus), también conocidas como microvellosidades (del griego μικρο mikro ‘pequeño’ y del latín villus ‘vellosidad’), son prolongaciones digitiformes (en forma de dedo) rodeadas por plasmalema, presentes en la superficie luminal de algunas células, que permiten ampliar la superficie libre (apical de las células epiteliales), para aumentar el intercambio de sustancias. Los microvilli o microvellosidades suelen encontrarse en células animales del epitelio en el intestino o los riñones.

## Características
Los microvilli se encuentran en el dominio apical de la célula epitelial orientada hacia la superficie o luz del conducto que reviste.
Estas eversiones con forma de dedos y a modo de cepillos tienen una reducida resistencia a la difusión para pequeñas moléculas y por ellos son ideales en su estructura para el intercambio de sustancias. 
Éstas se transportan a lo largo de los filamentos estabilizadores de actina, que van desde la punta del microvilli hasta su continuación. Además, el transporte cuenta con el apoyo de contracciones mutuas rítmicas.
En los epitelios que presentan microvilli, se distingue un borde refringente a lo largo de su superficie, el cual recibe el nombre de borde en cepillo (debido a la presencia de líneas verticales en su superficie), que se compone de las microvellosidades, cuya longitud (1 µm aproximadamente) corresponde al espesor del borde en cepillo. Cada microvellosidad está rodeada por plasmalema y tienen como función aumentar la superficie libre luminal de las células epiteliales, en los cuales su función principal suele ser la absorción. Los microvilli o microvellosidades pueden encontrarse en las células epiteliales del intestino, los riñones, las papilas gustativas, el útero y los óvulos

## Estructura
Los microvilli tienen un espesor aproximado de 0,1 µm y, según el tipo de célula, de 2 µm de longitud.

Borde en cepillo, del polo apical del enterocito. Manojo de filamentos (a la izquierda). Red terminal (a la derecha).

Cada microvillus individual contiene un manojo central de 40 filamentos de actina que funcionan a modo de esqueleto. Se mantienen unidos entre sí y sostenidos con la ayuda de las proteínas fimbrina, fascina y villina.

Las microvellosidades de una célula están ancladas en la llamada red terminal. La red es una estructura del extremo apical de la célula, compuesta de un complicado set de proteínas incluyendo múltiples tetrámeros de espectrina y de miosina II.
La unión del manojo de actina a la superficie lateral de la célula, se produce por medio de miosina I y del citoesqueleto.

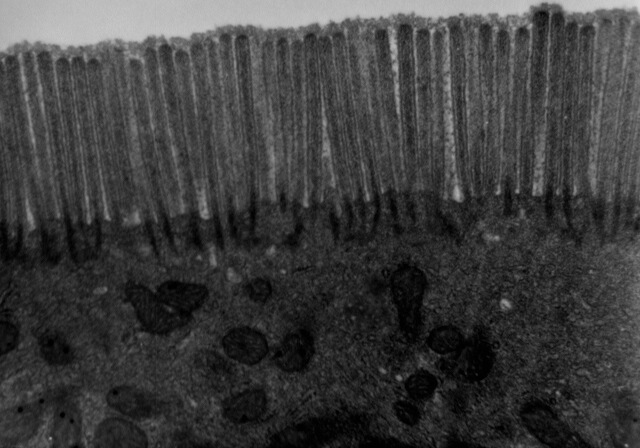
Microvellosidades del borde en cepillo, del polo apical del enterocito, proyectándose hacia la luz del intestino (arriba). Se observa su tamaño homogéneo y la inserción de los filamentos de su esqueleto interno en la red terminal fibrilar. El glicocálix es visible como una zona oscura y densa por encima del extremo de las microvellosidades. Micrografía de microscopio electrónico de transmisión.

Los microvilli están cubiertos de una capa de proteínas, glicoproteínas y restos de azúcares, llamados glicocálix. Las propiedades de los antígenos son determinados por los microvilli. Además, los glicocálix son también relevantes en los mecanismos de adhesión y reconocimiento de las células.